# Enchanted (canción)
«Enchanted» es una canción escrita e interpretada por la cantautora estadounidense Taylor Swift para su tercer álbum de estudio, Speak Now (2010). Producida por Swift y Nathan Chapman, esta balada poderosa mezcla pop, rock y country. La producción se distingue por la inclusión de suaves guitarras acústicas y crescendos que, después de cada estribillo, dan paso a guitarras eléctricas dinámicas, un ritmo de batería constante y una coda con armonías vocales superpuestas. La letra narra la historia de una persona que, tras conocer a alguien por primera vez, se siente cautivada y teme que ese sentimiento inicial no sea correspondido. 
Los críticos elogiaron mayoritariamente la composición de Swift en «Enchanted», destacando su producción envolvente y sus letras cautivadoras. La canción se posicionó en las listas de éxitos de Canadá y Estados Unidos en 2010 y, tras volverse viral en la aplicación de videos TikTok entre octubre y noviembre de 2021, también alcanzó popularidad en varias regiones de Asia-Pacífico. Recibió certificaciones en Australia, Nueva Zelanda, España, Reino Unido y Estados Unidos. Swift incluyó «Enchanted» en los repertorios de las giras Speak Now World Tour (2011-2012), 1989 World Tour (2015) y The Eras Tour (2023-2024).
Tras una disputa en 2019 sobre la propiedad de su catálogo anterior, Swift regrabó la canción como «Enchanted (Taylor's Version)» y la lanzó como parte de su tercer álbum regrabado, Speak Now (Taylor's Version) (2023). Esta nueva versión, producida por Swift y Christopher Rowe, se posicionó en el top 10 de las listas de éxitos en Australia, Irlanda, Filipinas y Singapur.

## Antecedentes y lanzamiento
Taylor Swift lanzó su tercer álbum de estudio, Speak Now, el 25 de octubre de 2010. Escribió todas las 14 canciones de la edición estándar del álbum por sí misma. Swift compuso «Enchanted» inspirándose en un hombre por quien se sintió cautivada tras conocerlo en persona en Nueva York, con la esperanza de que la relación pudiera continuar. Utilizó deliberadamente la palabra «wonderstruck» en la letra, ya que el sujeto de la canción la había empleado en uno de los correos electrónicos que le envió después de su encuentro. En el libreto del álbum, Swift incluyó el mensaje oculto «A-D-A-M» para esta canción. «Enchanted» iba a ser originalmente la canción principal de Speak Now, pero Swift cambió el título del álbum tras consultarlo con Scott Borchetta, presidente de Big Machine Records, quien consideró que la canción no era adecuado para reflejar las perspectivas más maduras del álbum.
Con el lanzamiento del álbum, los medios de comunicación especularon que el sujeto de la canción era Adam Young, el cantautor y fundador del proyecto musical Owl City. Young respondió a esta especulación en el sitio web de Owl City el 13 de febrero de 2011, admitiendo que él también se sintió atraído por Swift después de conocerse. Subió su versión de «Enchanted», en la que modificó algunas letras para dirigirse directamente a Swift. Cantó: «Nunca estuve enamorado de alguien más / Nunca tuve a nadie esperándome / Porque tú eras todos mis sueños hechos realidad / Y solo desearía que lo supieras / Taylor, estaba tan enamorado de ti»; en respuesta a las letras originales de Swift: «Por favor, no estés enamorado de alguien más / Por favor, no tengas a alguien esperándote». A pesar de las especulaciones de los medios, Swift nunca confirmó ni negó que Young fuera el sujeto de la canción y tampoco respondió a la versión de Young.
En octubre de 2011, Swift se asoció con Elizabeth Arden, Inc. para lanzar su marca de fragancias «Wonderstruck», cuyo nombre hace referencia a la letra de «Enchanted». Tras el éxito de «Wonderstruck», lanzó una segunda fragancia llamada «Wonderstruck Enchanted» en julio de 2012; ambos perfumes están inspirados en el tema de cuento de hadas de «Enchanted», sobre la fascinación por alguien tras un primer encuentro.

## Música y letras

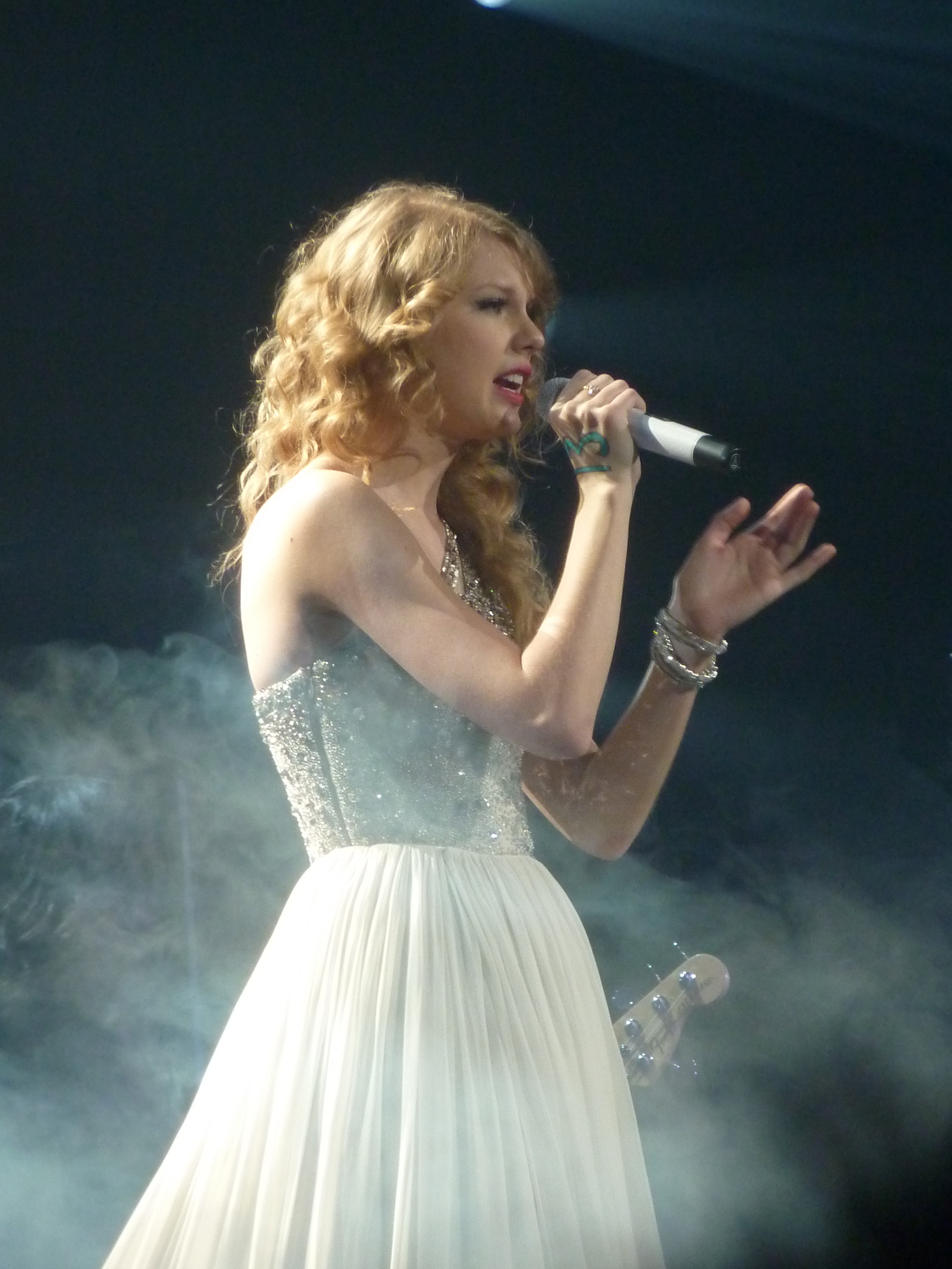
Taylor Swift cantando Enchanted en el Speak Now World Tour en 2012.

Musicalmente, «Enchanted» es una power ballad. La canción comienza con una suave guitarra acústica, que tiene un crescendo cada vez que canta «I was enchanted to meet you» (estaba encantada de conocerte). Hacia el final de la canción, hay un coda con armonías vocales en capas, con la voz de Swift multitrack sobre sintetizadores. El crítico de BBC Music, Matthew Horton, la describió como una canción pop. Según Rob Sheffield de Rolling Stone, «Enchanted» incluye influencias de rock. The Daily Telegraph la describió como una canción country de la vieja escuela, pero Brittany McKenna de Billboard consideró que la canción estaba «fuera de los límites de la música country». Cathalena E. Burch de Arizona Daily Star la consideró una «balada digna de un estadio de rock».
«Enchanted» describe las consecuencias de un encuentro con una persona especial sin saber si la atracción sería correspondida. Las letras tienen un tono de cuento de hadas para describir el romance. La canción comienza con una escena en la que Swift se encuentra por primera vez con su interés amoroso: «Your eyes whispered 'have we met?' / Across the room your silhouette starts to make its way to me» (Tus ojos susurraron '¿nos hemos conocido?' / A través de la habitación, tu silueta comienza a acercarse a mí), sobre acordes repetidos de guitarra. A medida que avanza la canción, ella se pregunta sobre la posibilidad de un nuevo romance sobre riffs de guitarra eléctrica y un ritmo constante de batería. Swift dijo que el puente era su parte favorita porque representa su flujo de conciencia cuando escribía la canción: «Please don't be in love with someone else / Please don't have somebody waiting on you» (Por favor, no estés enamorado de alguien más / Por favor, no tengas a alguien esperándote). Ella dijo: «se siente bien escribir exactamente lo que eran tus pensamientos en un momento determinado».

## Recepción

### Crítica
«Enchanted» fue aclamada por los críticos. En una reseña de Rolling Stone de Speak Now, Sheffield comentó que la «voz de Swift es lo suficientemente natural como para ocultar lo magistral que se ha convertido como cantante». Incluyó «Enchanted» entre las mejores canciones lanzadas por Swift, destacando la coda de armonía multicapa como un «golpe de gracia». Alex Macpherson de The Guardian elogió la canción por mostrar «el instinto de Swift para capturar la emoción con una precisión asombrosa, hasta el miedo que se insinúa al final de la canción». Matthew Horton de BBC Music elogió su producción adecuada para la radio, y Jonathan Keefe de Slant Magazine alabó la producción por exhibir la artesanía de composición de canciones de Swift, seleccionando «Enchanted» como uno de los puntos destacados del álbum.
Erin Strecker de Billboard la clasificó como la cuarta canción más subestimada de Taylor Swift en una lista de 2014. The Daily Telegraph la incluyó en su lista de las diez mejores canciones de Swift en 2014. En otro ranking de la discografía de Swift, Jane Song de Paste ubicó «Enchanted» entre las diez mejores canciones lanzadas por Swift, elogiando la canción por la composición de canciones de Swift que da como resultado una narrativa cautivadora. Hannah Mylrea de NME destacó específicamente los «grandes instrumentales que hacen soñar y el coro emocionante» de la canción. Nate Jones de Vulture elogió la producción, pero comentó que la canción «no necesitaba durar seis minutos».

### Comercial
Después de que Speak Now fuera lanzado el 13 de noviembre de 2010, «Enchanted» entró en la lista Billboard Hot 100 de Estados Unidos en el puesto número 75, en la lista Digital Song Sales en el puesto número 44, y en la lista Country Digital Song Sales en el puesto número 11. También entró en el puesto número 95 de la lista Canadian Hot 100. En 2014, la Recording Industry Association of America (RIAA) certificó «Enchanted» como oro por superar las 500 000 unidades vendidas.
Entre octubre y noviembre de 2021, «Enchanted» experimentó un resurgimiento de popularidad después de volverse viral en la red social TikTok. En los Estados Unidos, en la semana del 27 de octubre de 2021, acumuló más de un millón de reproducciones en streaming; la siguiente semana, obtuvo más de tres millones. La inesperada popularidad de la canción formó parte de «SwiftTok», un hashtag para la colección de videos de TikTok que usan canciones de Swift. «Enchanted»  alcanzó su punto máximo en el número 55 en el Billboard Global 200. Llegó a un nuevo pico en la lista Canadian Hot 100, en el número 47. La canción se clasificó en las listas de sencillos de Australia (en el puesto número 50) y Singapur (en el puesto número 14). En diciembre de 2021, la Australian Recording Industry Association (ARIA) certificó la canción como oro. Alcanzó el top 10 en el conteo Country Streaming Songs de Billboard, y entró en las listas Digital Song Sales y Streaming Songs.

## Presentaciones en vivo

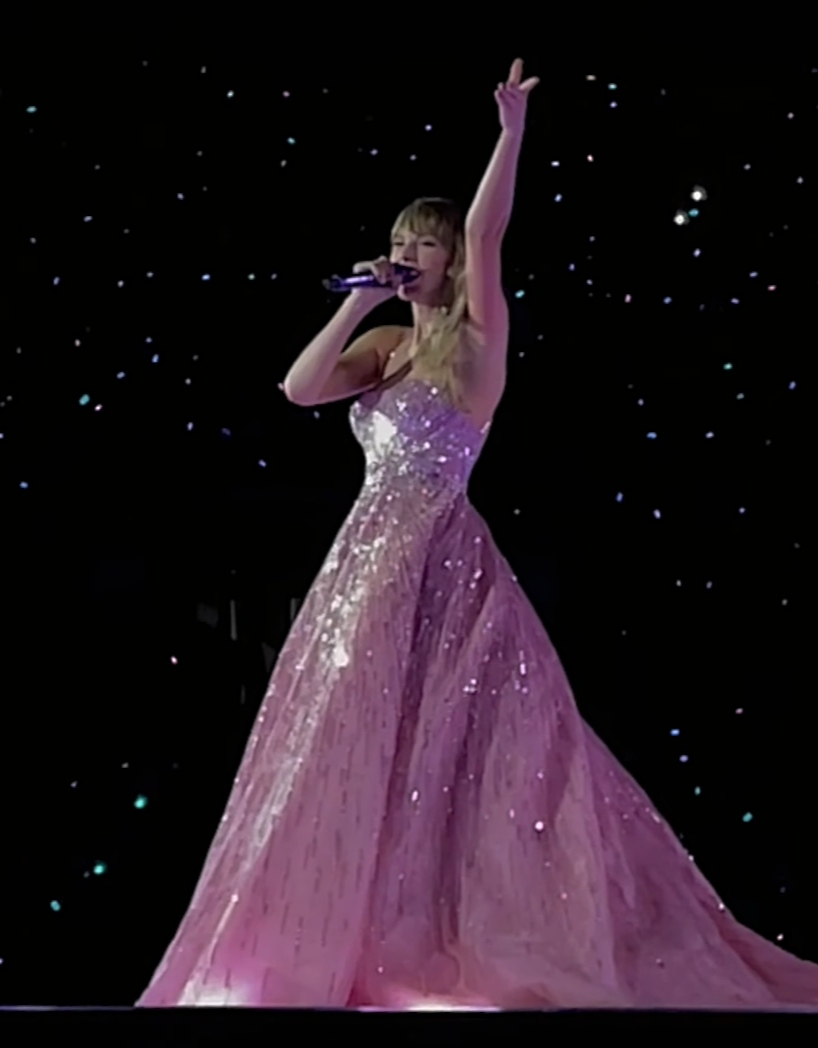
Swift cantándola en la gira The Eras.

La primera presentación en vivo de «Enchanted» de Swift fue para un especial de acción de gracias de la cadena de televisión NBC, que se transmitió el 25 de noviembre de 2010. El especial mostró la realización del álbum junto con presentaciones en vivo en la azotea de un edificio en la ciudad de Nueva York. Swift incluyó «Enchanted» en el repertorio de canciones de su gira mundial Speak Now (2011-2012). Durante los conciertos, ella se presentaba en una bata de noche en la cima de una escalera sinuosa, con bailarinas danzando en el fondo. Swift interpretó «Enchanted» en algunos conciertos seleccionados de la gira Red Tour (2013-2014); precisamente en presentaciones en Denver y Portland.
Para sus shows en la gira 1989 World Tour, Swift incluyó un mashup acústico de «Enchanted» y «Wildest Dreams» interpretado en un gran piano. La cantó como una canción sorpresa en el concierto de la Reputation Stadium Tour en el MetLife Stadium el 22 de julio de 2018. «Enchanted» fue la única canción de Speak Now interpretada en la gira Eras Tour (2023). Durante las presentaciones, estaba vestida con un vestido de baile voluminoso y rodeada de bailarines vestidos con vestidos brillantes y fluidos.

## Rendimiento comercial

### Semanal
| País           | Lista                      | Mejor posición |
| 2010           | 2010                       | 2010           |
| -------------- | -------------------------- | -------------- |
| Canadá         | Canadian Hot 100           | 95             |
| Estados Unidos | Billboard Hot 100          | 75             |
| Estados Unidos | Country Digital Song Sales | 11             |
| 2021           |                            |                |
| Australia      | Australian Singles Chart   | 50             |
| Canadá         | Canadian Hot 100           | 47             |
| Estados Unidos | Hot 100 Recurrents         | 4              |
| Estados Unidos | Digital Songs              | 37             |
| Estados Unidos | Streaming Songs            | 32             |
| Estados Unidos | Country Streaming Songs    | 9              |
| Malasia        | RIM                        | 11             |
| Singapur       | RIAS                       | 14             |

### Certificaciones
| País           | Organismo certificador | Certificación | Ventas certificadas | Ref. |
| -------------- | ---------------------- | ------------- | ------------------- | ---- |
| Australia      | ARIA                   | Oro           | 35 000              |      |
| Estados Unidos | RIAA                   | Oro           | 500 000             |      |
| Reino Unido    | BPI                    | Plata         | 200 000             |      |

## Personal
Créditos adaptados de Tidal.
- Taylor Swift: voz, compositora, productora, guitarra acústica
- Nathan Chapman: productor, guitarra acústica, banjo, bajo, piano digital, guitarra eléctrica, mandolina, órgano, piano, sintetizador
- Chris Carmichael: arreglos de cuerdas, cuerdas
- Tim Lauer: hammond B3, piano
- Bryan Sutton: guitarra acústica
- Amos Heller: bajo
- Tim Marks: bajo
- Tommy Sims: bajo
- John Gardner: batería
- Nick Buda: batería
- Shannon Forrest: batería
- Grant Mickelson: guitarra eléctrica
- Mike Meadows: guitarra eléctrica
- Paul Sidoti: guitarra eléctrica
- Rob Hajacos: violín
- Al Wilson: percusión
- Eric Darken: percusión
- Smith Curry: guitarra steel